# Миегупе
Ми́егупе (латыш. Miegupe) или Ми́ега (латыш. Miega, Ķempe, Sapa, Miedziņa, Miegas upe, Miegas upīte, Miegupīte) — река в Латвии, течёт по территории Марсненской волости Цесисского края, а также Бренгульской и Каугурской волостей Валмиерского края. Левый приток нижнего течения Гауи.
Длина — 23 км (по другим данным — 18 км). Начинается к северу от населённого пункта Старти, на территории Марсненской волости. Пересекает Трикатское поднятие Северо-Видземской низменности. Верховье зарегулировано и спрямлено в виде канавы. Устье Миегупе находится на высоте 27 м над уровнем моря, в 136 км по левому берегу Гауи, около населённого пункта Личи в Каугурской волости. Уклон — 2 м/км, падение — 44 м. Площадь водосборного бассейна — 84 км² (по другим данным — 84,9 км²). Объём годового стока — 0,024 км³.
Основные притоки: Адзеле, Бекурупите, Гружупе, Милюма, Велниньупите.